# Proyecto Galeno
Galeno es un proyecto minero de cobre, plata y oro ubicado en el departamento de Cajamarca, en el norte de Perú.
La mina contendría más anualmente de 350.000 de toneladas de cobre, 2.300 de molibdeno y 82.000 onzas de oro; y cuya inversión se estima en unos US$ 2.500 millones.
La actual administración de proyecto Galeno está a cargo del consorcio constituida por las empresas: China Minmetals Non-Ferrous Metals y Jiangxi Copper, cuya participación en la sociedad es de un 60% y 40%, respectivamente.